# Gymnothorax griseus
Геометрична мурена (Gymnothorax griseus) — мурена родини Muraenidae.

## Опис

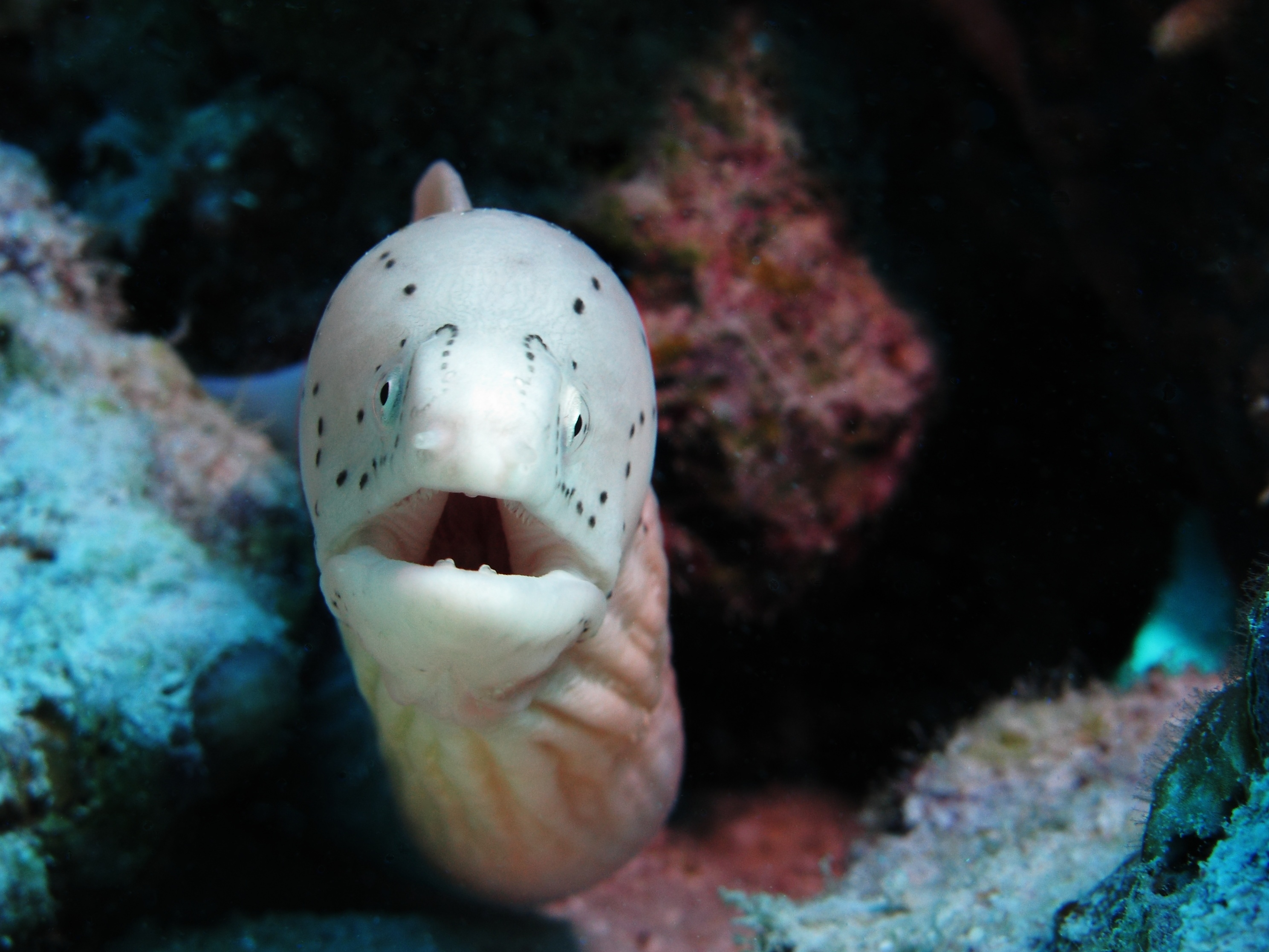
Мурена в Сіюл-Кебірі (поблизу Хургади, Єгипет)

Тіло біле з чорним малюнком із цяток на тупій морді. Її довжина до 65 см. Гермафродит. Полює на невеликих риб.

## Поширення
Зустрічається по всій західній частині Індійського океану у Червоному морі від Оману до Південної Африки та Маврикію на глибинах до 40 м. Живе на кам'янистих берегах та коралових рифах. Можна часто побачити між каміннями та водоростями.